# Ambulancia Irlandesa
Ambulancia Irlandesa es un grupo de folk-fusión español.
Fue fundado en la ciudad de Granada en 1997 comenzando a interpretar música de estilo celta tradicional. Desde entonces ha evolucionando a un estilo más ecléctico, que reúne influencias que abarcan rock, blues, jazz, flamenco, country y funky, así como músicas tradicionales de todo el mundo, como Europa del este o el mundo árabe.
Han actuado en numerosas ciudades españolas y europeas y en diversos festivales, entre los que se encuentran el 1st Annual Irish Music & Cultural Festival (Málaga, 1998), el Festival Internacional Parapanda Folk, celebrado en Íllora (1999 y 2006), el Festival Rock Zaidin (Granada, 2000), el I Festival de Música Folk de Navelgas (Asturias) o el XVIII Festival Folk Segovia. En 2007 estuvieron en la XVI edición del Festival Tendencias de Salobreña (Granada). 
Participaron además en el programa de televisión de Canal Sur "La Noche se Mueve".

## Componentes
Sus componentes son:
- Antonio Monleón - Flauta travesera, silbatos.
- J. Vicente Márquez - Guitarras.
- Nicolás Ortiz - Violín, mandolina.
- M. Óscar Musso - Bodhran, trombón, banjo, teclados.
- Javier Utrabo - Bajo eléctrico, contrabajo.
- Dani Cuenca - Batería, percusiones.

## Discografía
El grupo ha sacado al mercado cuatro discos, el primero de ellos se publicó tres años después de su creación. Los discos son:
- Ambulancia Irlandesa - 2000
- Badulaque Zoo - 2002[3]
- Sonríe (EP) - 2004
- El carnaval de los gatos - 2005[4]